# Зарубін Олександр Олександрович
Зарубін Олександр Олександрович (нар. 30 квітня 1983; Боярка) — український політик, підприємець, міський голова Боярки Київської області з 3 листопада 2015 року, голова Боярської міської громади з 24 листопада 2020 року.

## Громадсько-політична діяльність
У 2012 році Олександр Зарубін був керівником виборчого штабу Петра Мельника, на президентських виборах 2014 року — керівником районного штабу Петра Порошенка, на парламентських — мера Бучі Анатолія Федорука.
До 2015 року був керівником ТОВ «Максимум-Нет» — боярського інтернет-провайдера.
До 2015 року Олександр Зарубін був членом партії «Солідарність».
На місцевих виборах 2015 року обраний міським головою міста Боярки Київської області від політичної партії «Нові Обличчя».
У 2020 році повторно обраний міським головою міста Боярки Київської області.